# Der Traum des Nektanebos

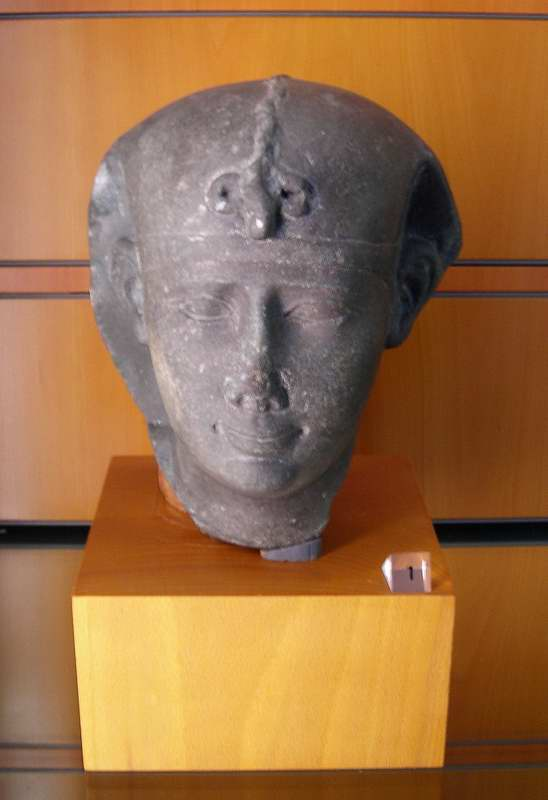
Statuenkopf des Nektanebos II

Der Traum des Nektanebos ist der Titel einer altägyptisch-demotischen Erzählung aus dem zweiten Jahrhundert v. Chr. und handelt von Nektanebos II. (359 bis 342 v. Chr.) als letztem altägyptischen König der 30. Dynastie.
Die griechische Fassung ist eine Abschrift von früheren Vorlagen. Der Papyrus wurde in den Archiven von Sakkara entdeckt und wird auf 160–150 v. Chr. datiert. Er befindet sich heute im Rijksmuseum van Oudheden. Ein inzwischen aufgefundenes demotisches Fragment des Papyrus Carlsberg 562 und andere aufgetauchte demotische Kleinstabschnitte erhärteten die Vermutung, dass die Erzählung eine weite Verbreitung gefunden hatte und in verschiedensten Variationen überliefert wurde.

## Inhalt

### Griechische Fassung

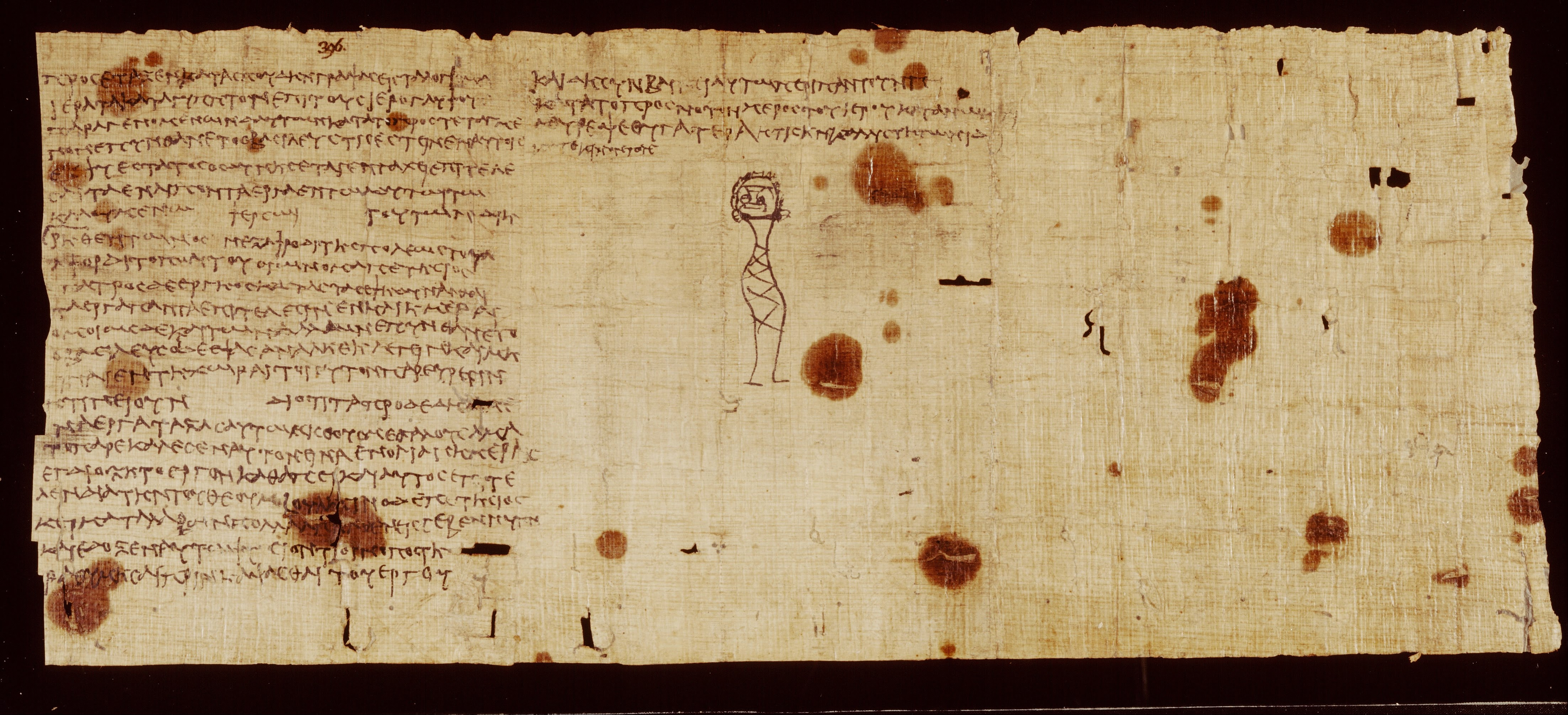
Griechische Fassung

In Nektanebos 16. Regierungsjahr, in der Vollmondnacht vom 21. auf den 22. Pharmouthi, dem vierten Monat der Peret-Jahreszeit, hielt sich der König in Mendes auf, um das übliche Vollmondopfer zu erbringen. Zugleich befragte er die Götter, damit sie ihm die Zukunft vorhersagten. Als sich der König schlafen gelegt hatte, träumte er die göttliche Offenbarung:

„Es lag ein Schiff aus Papyrus vor Anker in Memphis. Auf ihm befand sich ein goldener Thron, auf dem die Göttin Isis saß; zu ihrer linken und rechten Seite standen alle Götter Ägyptens. Der größte von ihnen maß 21 Ellen, sein Name war Onuris, bei den Griechen als Ares bekannt. Er kam nach vorne und sprach zu Isis: ‚Komm zu mir Isis, Herrin derer in der Welt, sei gnädig und höre mich. Wie du befohlen hattest, habe ich tadellos für das Land gesorgt. Und bis jetzt habe ich alle Sorge dem König Nektanebos II. zugewandt, dem Sohn des Königs Samaus. Aber seit er von dir in sein Amt eingesetzt wurde, hat er meinen Tempel vernachlässigt und sich meinen Befehlen widersetzt. Ich bin außerhalb meines Tempels und die Arbeiten im Allerheiligsten, dem Haus des Schu, sind wegen der Schlechtigkeit des Vorstehers nur halbfertig‘. Isis, die Herrin der Götter, antwortete aber nicht.“

Als Nektanebos II. wieder erwachte, ließ er sofort bei den Hohepriestern des Onuris in Sebennytos nachfragen, ob der dortige Tempel schon fertiggestellt war. Wie im Traum vorhergesagt, fehlte im Allerheiligsten die Beschriftung der einzumeißelnden Hieroglyphen. Der König gab Petesis aus Aphroditopolis, dem besten und schnellsten Handwerker, den Auftrag, umgehend mit den Arbeiten zu beginnen. Petesis ging jedoch, nachdem er das Geld für seine Arbeiten im Voraus erhalten hatte, zunächst nach Sebennytos, um sich bei Wein Zerstreuung zu suchen. Als sich Petesis im Südteil des Tempels aufhielt, sah er Hathyrsepse, Tochter des […]; er war von ihr fasziniert, da sie für ihn die schönste Frau war.
An dieser Stelle bricht die griechische Fassung ab, über den weiteren Verlauf kann nur spekuliert werden. Mit Sicherheit kann nur gesagt werden, dass es Petesis schlecht ergangen sein musste, da von der demotischen Version ebenfalls der Anfang erhalten geblieben ist.

### Demotische Fassung
„Im 16. Jahr des Pharos Nektanebos, der ein trefflicher König des ganzen Landes war und Ägypten von allem Guten in seiner Zeit gedieh. Eines Tages sagte der Pharao: ‚Mein Herz ist betrübt wegen der Dinge, die dem Petesis, Sohn des Herieus, geschehen sind im Tempel von Sebennytos. Ich habe befohlen, die Art der Zeit, in der diese Dinge geschehen sind, herauszufinden. Ich habe befohlen, die Art der Fremdländischen, die nach mir kommen werden, herauszufinden. Ich habe befohlen, die Not, die sie verursachen werden, wenn sie in Ägypten hausen, herauszufinden.‘ Der Pharao ließ ein Schiff vorbereiten, um sein Vorhaben in die Tat umzusetzen.“

Nektanebos II. plante, nach Letopolis zu reisen und zwischen Seschem und dem „Haus des Schu“ ein Brandopfer darzubringen. Nachdem er in Letopolis ankam, eilte er zu den besagten Orten und opferte wie geplant. An dieser Stelle endet die demotische Fassung. Aufgrund der Formulierungen von Nektanebos II. kann vermutet werden, dass Petesis starb und kurz vorher dem König weitere Dinge prophezeite; nähere Einzelheiten sind jedoch nicht bekannt.